# Cantó de Chamalèira
El cantó de Chamalèira és un cantó francès del departament del Puèi Domat, situat al districte de Clarmont d'Alvèrnia. Inclou el municipi de Chamalèira.

## Municipis
- Chamalèira

## Història
| Data d'elecció                           | Identitat                | Partit                     | Qualitat |
| ---------------------------------------- | ------------------------ | -------------------------- | -------- |
| 1982-1988                                | Valéry Giscard d'Estaing | UDF                        |          |
| 1988-1992                                | Yves Dousset             | UDF                        |          |
| 1992-2005                                | Claude Wolff             | UDF, després Divers droite |          |
| 2005-2007                                | Bertrand Martin-Laisné   | UMP                        |          |
| 2007-                                    | Alain Bresson            | UMP                        |          |
| les dades anteriors no són pas conegudes |                          |                            |          |
|                                          |                          |                            |          |

## Demografia
| 1962   | 1968   | 1975   | 1982   | 1990   | 1999   | 2007   |
| ------ | ------ | ------ | ------ | ------ | ------ | ------ |
| 14.837 | 17.775 | 18.075 | 17.486 | 17.301 | 18.136 | 17.710 |